# Малакоф (Тексас)
Малакоф (енгл. Malakoff) град је у америчкој савезној држави Тексас. По попису становништва из 2010. у њему је живело 2.324 становника.

## Демографија
Према попису становништва из 2010. у граду је живело 2.324 становника, што је 67 (3,0%) становника више него 2000. године.
| Група             | 2000.         | 2010.         |
| Белци             | 1.501 (66,5%) | 1.461 (62,9%) |
| Афроамериканци    | 496 (22,0%)   | 434 (18,7%)   |
| Азијати           | 3 (0,1%)      | 2 (0,1%)      |
| Хиспаноамериканци | 233 (10,3%)   | 373 (16,0%)   |
| Укупно            | 2.257         | 2.324         |